# Cornetu (Ilfov)
Cornetu is een gemeente in het Roemeense district Ilfov en ligt in de regio Muntenië in het zuidoosten van Roemenië. De gemeente telt 4447 inwoners (2005).

## Geografie
De oppervlakte van Cornetu bedraagt 17 km², de bevolkingsdichtheid is 262 inwoners per km².
De gemeente bestaat uit de volgende dorpen: Cornetu.

## Politiek
De burgemeester van Cornetu is Adrian Eduard Stoica (PSD).